# Горня Стара Вас
Горня Стара Вас (словен. Gornja Stara vas) — поселення в общині Шкоцян, регіон Південно-Східна Словенія, Словенія.